# Marlborough grófja
A Marlborough grófja címet kétszer hozták létre, mindkétszer az angol főrendben. Először 1626-ban James Ley, Ley első bárója, másodszor pedig 1689-ben John Churchill, Churchill első bárója, a leendő Marlborough herceg javára.

## Első létrehozás (1626)
James Ley, Ley 1. bárója, Marlborough 1. grófja PC
James Ley (~1552 – 1629. március 14.) Wiltshire megyei Teffont Eviasban született, ahol a Ley család régóta birtokos volt. Tanulmányait az oxfordi Brasenose College-ban kezdte, 1574-ben szerzett diplomát, majd a Lincoln’s Inn tagjaként jogászi képzést kapott, és 1577-ben ügyvéddé avatták. Hamarosan fontos bírói tisztségeket töltött be.
1604-ben kinevezték Írország másodfokú bíróságára, a dublini igazságszolgáltatás reformját is irányította. 1605-ben a Titkos tanács tagja lett, így jelentős szerepet játszott az angol korona ír politikájában. 1608-tól újabb elismerésként a Lord Treasurer’s Remembrancer of the Exchequer pozíciót nyerte el. Szolgálataiért lovagi rangra emelték.
1621-től parlamenti képviselőként (Westbury) tevékenykedett, hamarosan befolyásos szerepet kapott az angol kormányzatban. 1624-ben főnemesi rangra emelkedett – Ley báró címet kapott. 1625-ben I. Károly őt nevezte ki Lord High Treasurer-ré, azaz a birodalom pénzügyminiszterévé. Bár reformkísérletei során ellenállásba ütközött, jelentős szerepet játszott a pénzügyek stabilizálásában. 1626-ban az uralkodó grófi címet adományozott részére, így lett Marlborough 1. grófja.
Ley a hivatali szolgálatokon túl a tudomány és az régiségek iránt is élénken érdeklődött. Részt vett az akkor még nem hivatalos formában működő Antiquaries Society munkájában, gyűjtötte a régi kéziratokat és érmeket, és jogi munkákat is publikált. 1629-ben halt meg, halála után címét fia örökölte.
Henry Ley, Ley 2. bárója, Marlborough 2. grófja
Henry Ley (~1595–1638) az oxfordi Magdalen College-ban tanult, ahol 1612-ben BA, majd 1615-ben Master of Arts fokozatot szerzett. Apjához hasonlóan jogi pályára készült: a Lincoln’s Inn tagja lett, és 1619-ben az ügyvédi kamara befogadta soraiba. Parlamenti karrierje korán indult, 1621-ben képviselő lett Westbury körzetében, majd 1625-ben Bath képviseletében ült az alsóházban. Amikor 1628-ban apját grófi rangra emelték, őt apja alacsonyabb címével – Ley báró – behívták a Lordok Házába. Amikor 1629-ben apja meghalt, Henry örökölte a Marlborough grófi címet is.
Politikai és udvari tisztségei közül kiemelkedik, hogy 1630 és 1638 között ő töltötte be a délnyugati kerület (Southwest Circuit) főbírói hivatalát (Chief Justice in Eyre), ami akkoriban fontos királyi jogkörökkel járt. 1638-as halálát követően fia örökölte címeit.
James Ley, Marlborough 3. grófja
James Ley (1618. január 28. – 1665. június 3.) az angol polgárháború idején a királypárti erők szolgálatában 1643-ban a nyugati hadszíntéren a tüzérség parancsnoka, majd Dartmouth kikötőjében a királyi flotta admirálisa lett. Kiváló matematikusként és hajózási szakértőként ismerték. 1645-ben gyarmatot alapított a karibi Saint Croix szigetén, de azt 1650-re elpusztították. Egy újabb gyarmatalapítási terve 1649-ben kudarcot vallott.
A restauráció után, 1661 végén az HMS Dunkirk parancsnokaként indult Indiába, hogy Anglia nevében átvegye Bombay városát, amely II. Károly felesége, Braganzai Katalin hozományának része volt. A portugálok azonban halogatták az átadást, így Ley kénytelen volt az angol helyőrséget Anjadip szigetén partra tenni, majd visszatérni. 1664-ben Jamaica kormányzójának jelölték, de ehelyett a Old James nevű 70 ágyús hajó kapitánya lett. Az 1665-ös lowestofti tengeri csatában elesett. A címet nagybátyja, William Ley örökölte.
James Ley, Marlborough 4. grófja PC
William Ley (–1679) angol főnemes és udvari ember volt, az első gróf második fia. 1675-ben kinevezték a Titkos tanács tagjává. Nem házasodott meg, és férfiági örökös nélkül halt meg 1679-ben, ezzel a Marlborough grófi cím kihalt.

## Második létrehozás (1689)
- John Churchill, Marlborough 1. hercege, Marlborough 1. grófja

a hercegi cím létrehozásakor a grófi címet a hercegi alcímévé tették, így az együtt öröklődik hercegi címmel, ezért nem halt ki John Churchill halálával
- ...innen lásd Marlborough hercege

## Fordítás
- Ez a szócikk részben vagy egészben  az   Earl of Marlborough című angol Wikipédia-szócikk ezen változatának fordításán alapul.  Az eredeti cikk szerkesztőit annak laptörténete sorolja fel. Ez a jelzés csupán a megfogalmazás eredetét és a szerzői jogokat jelzi, nem szolgál a cikkben szereplő információk forrásmegjelöléseként.
- Ez a szócikk részben vagy egészben  a   James Ley, 1st Earl of Marlborough című angol Wikipédia-szócikk ezen változatának fordításán alapul.  Az eredeti cikk szerkesztőit annak laptörténete sorolja fel. Ez a jelzés csupán a megfogalmazás eredetét és a szerzői jogokat jelzi, nem szolgál a cikkben szereplő információk forrásmegjelöléseként.
- Ez a szócikk részben vagy egészben  a   Henry Ley, 2nd Earl of Marlborough című angol Wikipédia-szócikk ezen változatának fordításán alapul.  Az eredeti cikk szerkesztőit annak laptörténete sorolja fel. Ez a jelzés csupán a megfogalmazás eredetét és a szerzői jogokat jelzi, nem szolgál a cikkben szereplő információk forrásmegjelöléseként.
- Ez a szócikk részben vagy egészben  a   James Ley, 3rd Earl of Marlborough című angol Wikipédia-szócikk ezen változatának fordításán alapul.  Az eredeti cikk szerkesztőit annak laptörténete sorolja fel. Ez a jelzés csupán a megfogalmazás eredetét és a szerzői jogokat jelzi, nem szolgál a cikkben szereplő információk forrásmegjelöléseként.